# Уцуномія
36°33′ пн. ш. 139°53′ сх. д. / 36.550° пн. ш. 139.883° сх. д.
Уцуно́мія (яп. 宇都宮市, うつのみやし, МФА: [ut͡sunomʲija ɕi̥]) — місто в Японії, в префектурі Тотіґі.

## Короткі відомості
Розташоване в центральній частині префектури. Адміністративний центр префектури. Одне з центральних міст Японії. Виникло на базі середньовічного містечка при синтоїстському святилищі Футаараяма. Протягом 17 — 19 століття було призамковим містечком роду Тода, столицею автономного уділу Уцуномія-хан. Знаходилося на розвилці Муцівського та Ніккоського шляхів. Основою економіки є сільське господарство, машинобудування, виробництво електротехніки, а також видобування ояського вулканічного туфу. Станом на 1 жовтня 2008 площа міста становила 416,84 км². Станом на 1 січня 2009 населення міста становило 510 063 осіб.

## Клімат
Місто знаходиться у зоні, котра характеризується вологим субтропічним кліматом. Найтепліший місяць — серпень із середньою температурою 25 °C (77 °F). Найхолодніший місяць — січень, із середньою температурою 1.1 °С (34 °F).
| Клімат Уцуномії         | Клімат Уцуномії | Клімат Уцуномії | Клімат Уцуномії | Клімат Уцуномії | Клімат Уцуномії | Клімат Уцуномії | Клімат Уцуномії | Клімат Уцуномії | Клімат Уцуномії | Клімат Уцуномії | Клімат Уцуномії | Клімат Уцуномії | Клімат Уцуномії |
| Показник                | Січ.            | Лют.            | Бер.            | Квіт.           | Трав.           | Черв.           | Лип.            | Серп.           | Вер.            | Жовт.           | Лист.           | Груд.           | Рік             |
| Абсолютний максимум, °C | 21              | 24              | 24              | 30              | 32              | 33              | 35              | 37              | 34              | 31              | 25              | 20              | 37              |
| Середній максимум, °C   | 7               | 8               | 11              | 17              | 21              | 24              | 28              | 29              | 25              | 20              | 15              | 10              | 18              |
| Середня температура, °C | 1               | 2               | 5               | 11              | 15              | 19              | 23              | 24              | 20              | 14              | 8               | 4               | 12              |
| Середній мінімум, °C    | −5              | −3              | −1              | 5               | 10              | 15              | 19              | 20              | 16              | 9               | 2               | −2              | 7               |
| Абсолютний мінімум, °C  | −15             | −12             | −12             | −6              | 0               | 4               | 11              | 11              | 5               | −2              | −6              | −10             | −15             |
| Норма опадів, мм        | 30              | 50              | 90              | 120             | 150             | 190             | 210             | 220             | 240             | 140             | 60              | 40              | 1600            |
| Днів з дощем            | 3               | 5               | 6               | 7               | 8               | 9               | 10              | 10              | 12              | 7               | 4               | 3               | 89              |
| Вологість повітря, %    | 72              | 69              | 70              | 73              | 76              | 80              | 83              | 83              | 84              | 81              | 77              | 73              | 77              |
| ----------------------- | --------------- | --------------- | --------------- | --------------- | --------------- | --------------- | --------------- | --------------- | --------------- | --------------- | --------------- | --------------- | --------------- |
| Джерело: Weatherbase    |                 |                 |                 |                 |                 |                 |                 |                 |                 |                 |                 |                 |                 |

## Освіта
- Уцуномійський університет

## Уродженці
- Йонеяма Ацусі (* 1976) — японський футболіст.